# Morgan Bertacca
Morgan Bertacca (Milán, 31 de diciembre de 1973) es un director de cine, guionista y editor italiano.

## Biografía
Inició su carrera a comienzos de la década de 2000, y desde entonces ha realizado largometrajes, cortometrajes y documentales para televisión. Su obra Bikes, Bread and Wine fue incluida en la selección oficial del Bicycle Film Festival y proyectada en varias ciudades del mundo. Su filme Il ricco, il povero e il maggiordomo, dirigido junto con Aldo Baglio y Giacomo Poretti, tuvo un notable desempeño en la taquilla italiana.

## Filmografía

### Como director
- 2020 - Riding on the Storm
- 2017 - From Zero to Kilimanjaro (documental)
- 2016 - Fuga da Reuma Park
- 2014 - Il ricco, il povero e il maggiordomo
- 2011-2013 - Fino alla fine del mondo (documental)
- 2013 - Summit (cortometraje)
- 2013 - Ammutta muddica al cinema
- 2013 - Salar (documental)
- 2011 - Bikes, Bread and Wine (documental)
- 2006 - Making of La cura del Gorilla (cortometraje)